# Muelle de las Esfinges

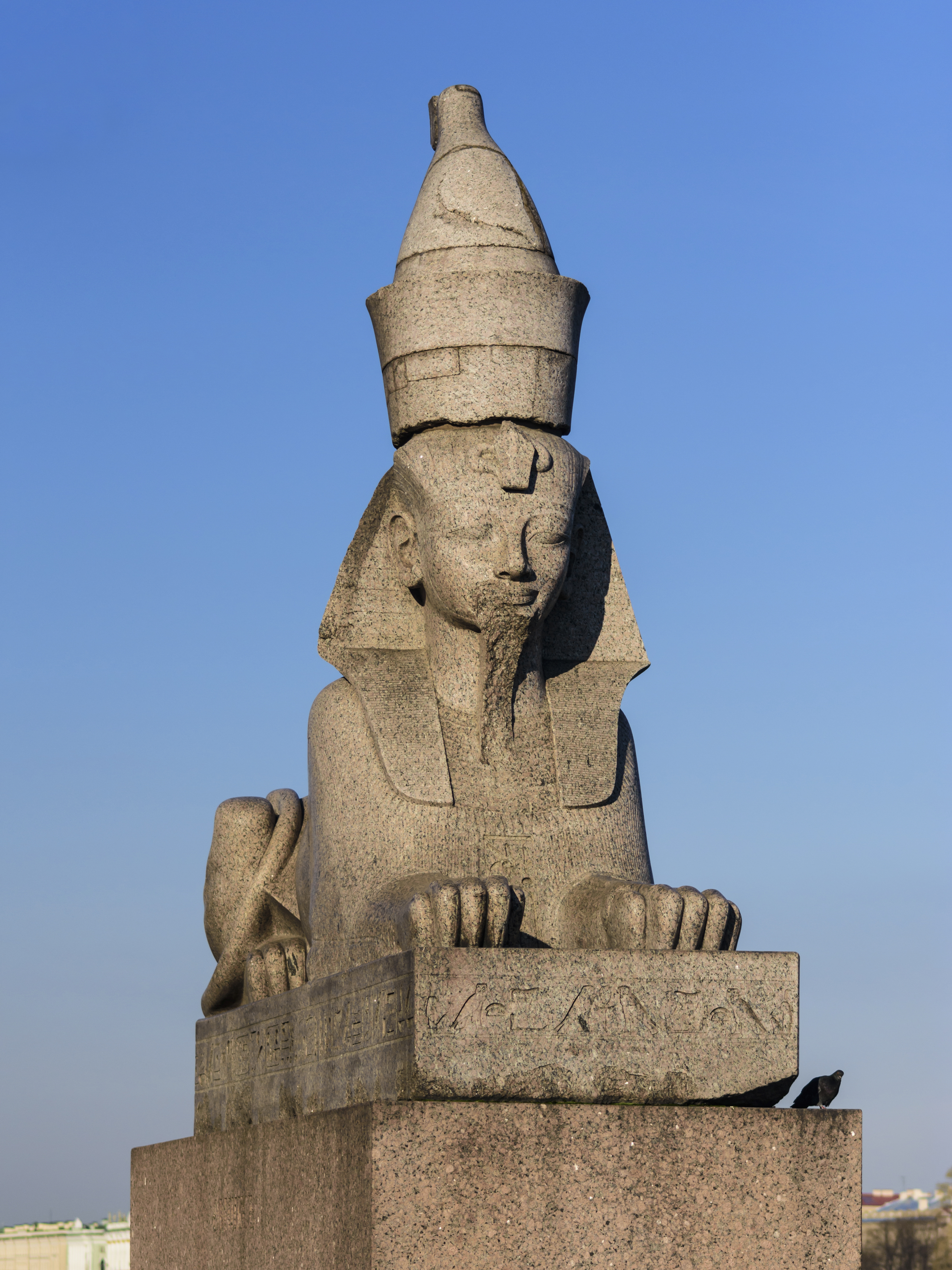
Una de las esfinges.

Se conoce como Muelle de las Esfinges el tramo del muelle de la Universidad (del ruso: Университетская набережная) de San Petersburgo (Rusia), famoso por las dos esculturas de esfinges originarias del antiguo Egipto e instaladas en el muelle entre el 1832 y el 1834.

## Historia
El Muelle de las Esfinges se construyó en San Petersburgo durante el período en que había una gran fascinación en Europa por la cultura y la historia del antiguo Egipto.

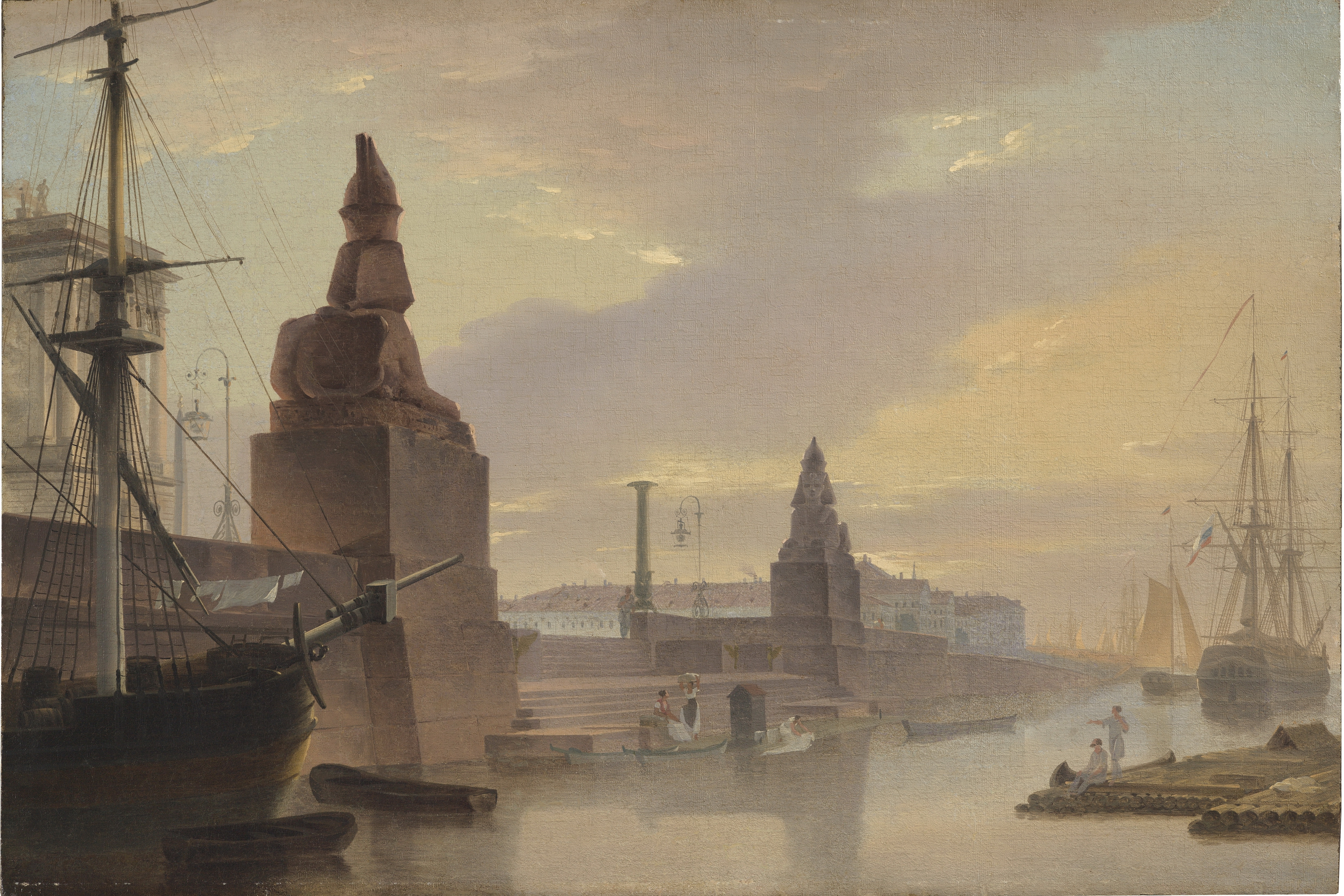
El muelle en 1835.

La adquisición de las esfinges del muelle de la Universidad, ante la Academia de Artes de San Petersburgo, se debe a Andrei Muraviov, que en 1830 hizo una peregrinación por Tierra Santa. En Alejandría vio las esfinges, donde las habían llevado para venderlas. Las antiguas esculturas le impresionaron tanto que inmediatamente escribió al embajador ruso para que las adquiriera. Desde la embajada, la carta la enviaron a San Petersburgo, donde llegó a manos de  Nicolás I, que la dirigió a la Academia Imperial de las Artes. Los trámites burocráticos fueron largos, y cuando la cuestión ya estaba resuelta y la compra se podía llevar a cabo, el propietario de las esfinges ya las había vendido a Francia. Pero, debido a la Revolución Francesa, al final acabaron yendo a San Petersburgo en 1832.
Los primeros dos años estuvieron instaladas en el patio de la Academia de las Artes, mientras se creaba el muelle junto al río Nevá para el que estaban destinadas, obra del arquitecto Konstantín Ton. Las esfinges se colocaron en 1834.

## Descripción
Las esfinges de San Petersburgo tienen unos 3.500 años de antigüedad. Están hechas de sienita y originariamente estaban ante un templo majestuoso cerca de  Tebas dedicado al faraón Amenofis III. Las caras de las esfinges representan a este faraón y la forma de su  corona (pan-sekhemti) indica que gobernaba sobre los dos reinos: el Alto Egipto y el Bajo Egipto.